# 호른 협주곡 3번 (모차르트)
호른 협주곡 3번 내림 마장조(K. 447)는 볼프강 아마데우스 모차르트가 1787년에 빈에서 작곡한 협주곡이다. 모차르트 일가의 절친한 친구이자 잘츠부르크 궁정 오케스트라의 호른 주자였던 요제프 로이트게프(Joseph Leutgeb, 1732~1811)를 위해 쓴 곡이다.
세 악장으로 이루어진 이 곡의 구성은 다음과 같다.
1. 알레그로 (Allegro)
2. 로만자 (라르게토) (Romanza (Larghetto))
3. 알레그로 (Allegro)